# Costa Rica op de Olympische Zomerspelen 2000
Costa Rica nam deel aan de Olympische Zomerspelen 2000 in Sydney, Australië. De ploeg, bestaande uit vijf mannen en twee vrouwen, won twee bronzen medailles dankzij zwemster Claudia Poll.

## Medailleoverzicht
| Sport   | Olympiër     | Onderdeel           | Medaille |
| ------- | ------------ | ------------------- | -------- |
| Zwemmen | Claudia Poll | 200m vrije slag (v) | Brons    |
| Zwemmen | Claudia Poll | 400m vrije slag (v) | Brons    |

## Deelnemers en resultaten

### Atletiek
| Olympiër         | Discipline   | Resultaat | Prestatie |
| ---------------- | ------------ | --------- | --------- |
| José Luis Molina | marathon (m) | 39e       | 2:20.37   |

### Tennis
| Olympiër           | Discipline    | Resultaat | Prestatie                                  |
| ------------------ | ------------- | --------- | ------------------------------------------ |
| Juan Antonio Marín | enkelspel (m) | 32e       | 1ste ronde: V van RUS Kafelnikov: 0-6, 1-6 |

### Triatlon
| Olympiër         | Discipline | Resultaat | Prestatie      |
| ---------------- | ---------- | --------- | -------------- |
| Karina Fernández | vrouwen    | DNF       | niet gefinisht |

### Wielersport
| Olympiër            | Discipline   | Resultaat    | Prestatie    |
| Mountainbike        | Mountainbike | Mountainbike | Mountainbike |
| ------------------- | ------------ | ------------ | ------------ |
| José Adrian Bonilla | mannen       | 33e          | 2:30.02,72   |

### Zwemmen
| Olympiër           | Discipline          | Resultaat | Prestatie                                                                      |
| ------------------ | ------------------- | --------- | ------------------------------------------------------------------------------ |
| Estebán Blanco     | 50m vrije slag (m)  | 45e       | serie 3: 1ste in 23,72 (NR)                                                    |
| Juan José Madrigal | 100m schoolslag (m) | 48e       | serie 2: 1ste in 1.05,14 (NR)                                                  |
| Juan José Madrigal | 200m schoolslag (m) | 43e       | serie 3: 8ste in 2.24,49                                                       |
|                    |                     |           |                                                                                |
| Claudia Poll       | 200m vrije slag (v) | Brons     | serie 5: 1ste in 2.00,11 halve finale 2: 3de in 1.59,63 finale: 3de in 1.58,81 |
| Claudia Poll       | 400m vrije slag (v) | Brons     | serie 3: 2de in 4.09,33 finale: 3de in 4.07,83                                 |
| Claudia Poll       | 800m vrije slag (v) | DNS       | serie 4: niet gestart                                                          |

Albanië · Algerije · Amerikaanse Maagdeneilanden · Amerikaans-Samoa · Andorra · Angola · Antigua en Barbuda · Argentinië · Armenië · Aruba · Australië · Azerbeidzjan · Bahama's · Bahrein · Bangladesh · Barbados · België · Belize · Benin · Bermuda · Bhutan · Bolivia · Bosnië en Herzegovina · Botswana · Brazilië · Britse Maagdeneilanden · Brunei · Bulgarije · Burkina Faso · Burundi · Cambodja · Canada · Centraal-Afrikaanse Republiek · Chili · China · Chinees Taipei · Colombia · Comoren · Congo-Brazzaville · Congo-Kinshasa · Cookeilanden · Costa Rica · Cuba · Cyprus · Denemarken · Djibouti · Dominica · Dominicaanse Republiek · Duitsland · Ecuador · Egypte · El Salvador · Equatoriaal-Guinea · Eritrea · Estland · Ethiopië · Fiji · Filipijnen · Finland · Frankrijk · Gabon · Gambia · Georgië · Ghana · Grenada · Griekenland · Groot-Brittannië · Guam · Guatemala · Guinee · Guinee‑Bissau · Guyana · Haïti · Honduras · Hongarije · Hongkong · Ierland · IJsland · India · Indonesië · Irak · Iran · Israël · Italië · Ivoorkust · Jamaica · Japan · Jemen · Joegoslavië · Jordanië · Kaaimaneilanden · Kaapverdië · Kameroen · Kazachstan · Kenia · Kirgizië · Koeweit · Kroatië · Laos · Lesotho · Letland · Libanon · Liberia · Libië · Liechtenstein · Litouwen · Luxemburg · Macedonië · Madagaskar · Malawi · Malediven · Maleisië · Mali · Malta · Marokko · Mauritanië · Mauritius · Mexico · Micronesië · Moldavië · Monaco · Mongolië · Mozambique · Myanmar · Namibië · Nauru · Nederland · Nederlandse Antillen · Nepal · Nicaragua · Nieuw-Zeeland · Niger · Nigeria · Noord-Korea · Noorwegen · Oeganda · Oekraïne · Oezbekistan · Oman · Oostenrijk · Pakistan · Palau · Palestina · Panama · Papoea-Nieuw-Guinea · Paraguay · Peru · Polen · Portugal · Puerto Rico · Qatar · Roemenië · Rusland · Rwanda · Saint Kitts en Nevis · Saint Lucia · Saint Vincent en Grenadines · Salomonseilanden · Samoa · San Marino ·  Sao Tomé en Principe · Saoedi-Arabië · Senegal · Seychellen · Sierra Leone · Singapore · Slovenië · Slowakije · Soedan · Somalië · Spanje · Sri Lanka · Suriname · Swaziland · Syrië · Tadzjikistan · Tanzania · Thailand · Togo · Tonga · Trinidad en Tobago · Tsjaad · Tsjechië · Tunesië · Turkije · Turkmenistan · Uruguay · Vanuatu · Venezuela · Verenigde Arabische Emiraten · Verenigde Staten · Vietnam · Wit-Rusland · Zambia · Zimbabwe · Zuid-Afrika · Zuid-Korea · Zweden · Zwitserland · Individuele olympische atleten